# Passionate squall
「Passionate squall」（パッショネイト・スコール）は、2010年2月10日にLantisから発売されたシングル。

## 概要
表題曲「Passionate squall」は、テレビアニメ『聖痕のクェイサー』のエンディングテーマであり、作中で織部まふゆ、山辺 燈、テレサ・ベリア、カーチャ、桂木華役を演じる藤村歩、豊崎愛生、茅原実里、平野綾、日笠陽子が歌っている。カップリングにはPassionate squallのリミックス版を2曲と、第5話のエンディングテーマ「未明の祈り」が収録されている。

## 収録曲
1. Passionate squall [4:11] 
歌：織部まふゆ（藤村歩）、山辺燈（豊崎愛生）、テレサ・ベリア（茅原実里）、カーチャ（平野綾）、桂木 華（日笠陽子）
作詞：畑亜貴、作曲・編曲：Tom-H@ck
  - テレビアニメ『聖痕のクェイサー』エンディングテーマ
2. Passionate squall （element-mix）[4:29]
3. Passionate squall （rush-candle-mix）[4:09]
4. 未明の祈り [4:21] 
歌：テレサ・ベリア（茅原実里）
作詞：畑亜貴、作曲：吉田勝弥、編曲：高田暁
  - テレビアニメ『聖痕のクェイサー』第5話エンディングテーマ
5. Passionate squall（off vocal）